# Бонит (генерал)
Бонит (на латински: Bonitus) e офицер от франкски произход.
През 324 г. e magister militum при Константин Велики и участва в битките му против Лициний.
Баща е на генерал Клавдий Силван, който е узурпатор в Галия през 355 г. и за 28 дена римски геген-император.